# Cadwallon ab Ieuaf
Cadwallon ap Ieuaf (fallecido en 986) fue rey de Gwynedd.
Cadwallon era hijo de Ieuaf ab Idwal y ascendió al trono de Gwynedd a la muerte de su hermano Hywel ab Ieuaf en 985. Sólo reinó un año, hasta que en 986 Maredudd ab Owain de Deheubarth invadió Gwynedd, mató a Cadwallon y anexionó su reino.